# تاباكولو أبيض الحواجب
تاباكولو أبيض الحواجب (الاسم العلمي: Scytalopus superciliaris) (بالإنجليزية: White-browed Tapaculo)‏ هو نوع من الطيور يتبع جنس التاباكولو من فصيلة التاباكولات.